# Aschermittwoch

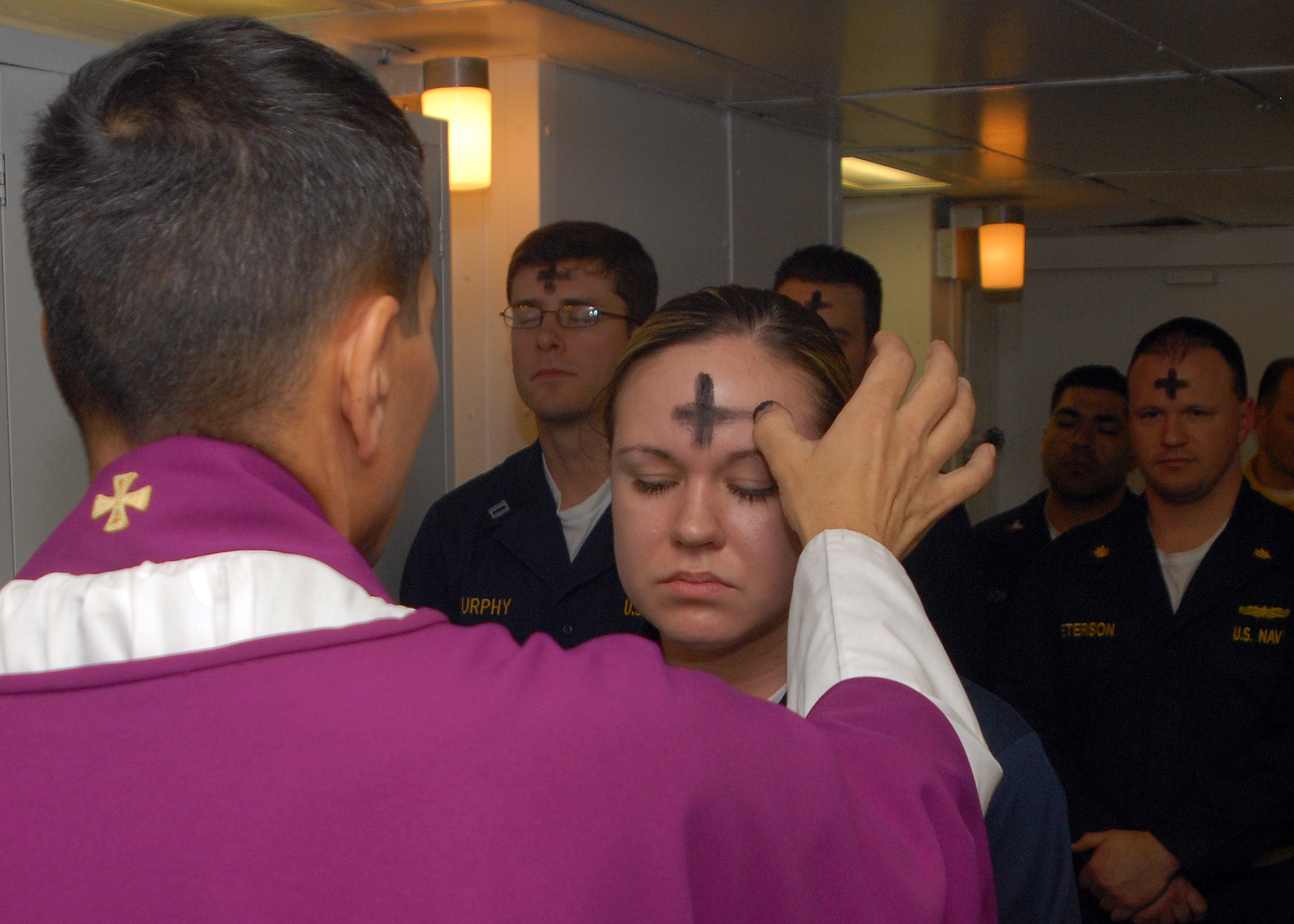
Spendung des Aschenkreuzes durch einen Feldkaplan der US Navy

Mit dem Aschermittwoch (lateinisch Feria quarta cinerum, ‚vierter Tag (= Mittwoch) der Asche‘ oder Dies cinerum, ‚Tag der Asche‘, auch Asche(r)tag) beginnt in der Westkirche seit dem Pontifikat Gregors des Großen die vierzigtägige Fastenzeit. Der Tag vor dem Aschermittwoch ist der Fastnachtsdienstag.
Die Bezeichnung Aschermittwoch kommt von dem Brauch, an diesem Tag im Gottesdienst die Asche der verbrannten Palmzweige des Vorjahres zu weihen und die Gläubigen mit einem Kreuz aus dieser Asche zu bezeichnen. Die Aschenweihe und der Empfang des Aschenkreuzes (auch Aschekreuzes) gehören zu den heilswirksamen Zeichen, den Sakramentalien.
Die Fastenzeit soll an die 40 Tage erinnern, die Jesus Christus fastend und betend in der Wüste verbrachte (Mt 4,2 ), und auf Ostern vorbereiten. Die Ostkirche kennt keinen Aschermittwoch, weil ihre Fastenzeit bereits am Sonntagabend der siebten Woche vor Ostern beginnt.

## Geschichte

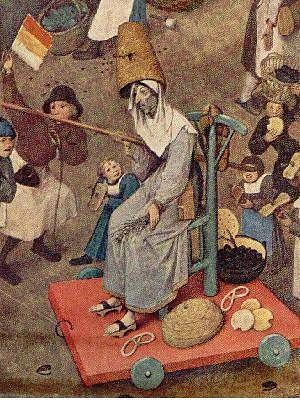
Symbolische Verkörperung der Fastenzeit beim Karneval, Teilansicht eines Gemäldes von Pieter Brueghel dem Älteren

Die Bestreuung mit Asche als Zeichen der Buße findet sich bereits im Alten Testament.

„Als die Nachricht davon den König von Ninive erreichte, stand er von seinem Thron auf, legte seinen Königsmantel ab, hüllte sich in ein Bußgewand und setzte sich in die Asche.“

„Ich richtete mein Gesicht zu Gott, dem Herrn, um ihn mit Gebet und Flehen, bei Fasten in Sack und Asche, zu bitten.“

Seit der Spätantike mussten im Christentum Menschen, denen eine Kirchenbuße auferlegt wurde, am Anfang der Fastenzeit ein Bußgewand anziehen, und sie wurden mit Asche bestreut. In der Kirche Galliens wurden sie – in Anlehnung an die Vertreibung Adams und Evas aus dem Paradies (Gen 3 ) – aus der Kirche vertrieben. Am Gründonnerstag wurden sie wieder zum Empfang der Kommunion zugelassen. Während dieser Brauch um das Ende des 10. Jahrhunderts verlorenging, setzte sich die Aschenbestreuung aller Gläubigen durch, nachdem zunächst einzelne sie aus Solidarität mit den Büßern auf sich genommen hatten. Das erste Gebet zur Aschensegnung stammt aus dem 11. Jahrhundert, die Vorschrift, für die Gewinnung der Asche die Palmzweige des Vorjahres zu verwenden, stammt aus dem 12. Jahrhundert. Auf der Synode von Benevent (1091) empfahl Papst Urban II. den Brauch der Aschenbestreuung für die ganze Kirche.
Je nach örtlichem Brauch wird das Aschenkreuz entweder in Form eines Kreuzes auf das Haupt gestreut oder auf die Stirn gezeichnet, ebenfalls je nach Sitte knien die Gläubigen dabei in Reihen an der Kommunionbank nieder oder empfangen das Aschenkreuz im Stehen. Mit dem Empfang des Aschenkreuzes soll der Mensch an seine Vergänglichkeit erinnert und zur Umkehr (altgriechisch μετάνοια metánoia, deutsch ‚Sinnesänderung, Reue, das zur besseren Einsicht Gelangen‘) aufgerufen werden.
Der Aschermittwoch stellt zugleich das Ende der Fastnacht dar. In der Bibel wird der „fleischlich“ gesinnte dem geistlich gesinnten Menschen entgegengestellt (z. B. Röm 8,5 ). Der auch symbolisch durch Abstinenz und Fasten vollzogene Abschied vom Fleisch in der Fastenzeit soll helfen, sich auf das geistliche Leben und somit auf Gott zu besinnen. In der katholischen Kirche ist der Aschermittwoch ein strikter Fasten- und Abstinenztag.
Nach überwiegender Ansicht müssen deutsche Arbeitgeber ihre Angestellten am Aschermittwoch für den Besuch eines Gottesdienstes ohne Lohnfortzahlung von der Arbeit freistellen, um den Gläubigen den Empfang dieses Sakramentales zu ermöglichen. Katholische Schüler können sich für die Teilnahme an der heiligen Messe am Aschermittwoch vom Unterricht befreien lassen.

## Gottesdienst am Aschermittwoch

### Römisch-katholisch

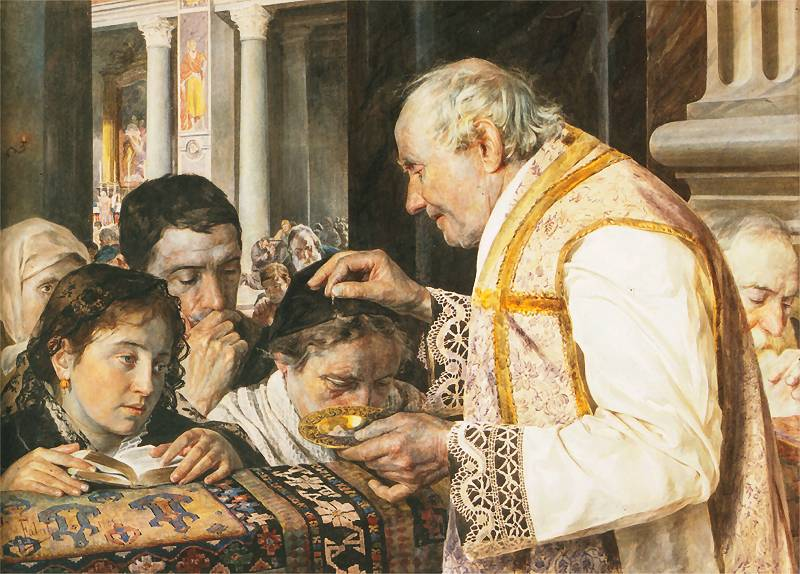
Die Asche kann auch in Kreuzform auf den Kopf gestreut werden, wie auf diesem polnischen Gemälde von 1881 zu sehen.

Die Spendung des Aschenkreuzes findet in der Regel in der heiligen Messe am Aschermittwoch statt.
Das Allgemeine Schuldbekenntnis am Beginn entfällt, die Austeilung der Asche erfolgt nach der Predigt. Dazu segnet der Priester die Asche durch Gebet und Besprengen mit Weihwasser und legt sie allen auf, die vor ihn hintreten. Der Spender spricht bei der Bezeichnung mit dem Aschenkreuz zu jedem Einzelnen die Worte: „Bedenke Mensch, dass du Staub bist und zum Staub zurückkehrst“ (Gen 3,19 ) (lat. „Memento homo, quia pulvis es et in pulverem reverteris“) oder: „Bekehrt euch und glaubt an das Evangelium“ (Mk 1,15 ). Während der Austeilung der Asche wird gesungen; die Liturgie sieht dafür als Antiphon z. B. Joel 2,13  in Verbindung mit Ps 51  oder einen anderen Bußgesang vor; dabei wird häufig die im 17. Jahrhundert in Frankreich entstandene Antiphon Attende Domine gewählt (Gotteslob 266 Bekehre uns). An die Austeilung der Asche schließen sich unmittelbar die Fürbitten an.
Die Segnung und Auflegung der Asche kann auch außerhalb der heiligen Messe stattfinden. In diesem Fall beginnt man mit dem Wortgottesdienst der Tagesmesse: Eröffnungsvers, Tagesgebet. Lesungen mit Zwischengesängen, Homilie, danach die Segnung der Asche und die Spendung des Aschenkreuzes. Den Abschluss bilden die Fürbitten. Die liturgische Farbe des Tages ist Violett.
In der Liturgie von 1962 erfolgten Aschensegnung und -auflegung vor Beginn der Messe. Der Zelebrant trug dazu einen Chormantel oder die Albe mit Stola. Zunächst wurde die Antiphon Exáudi, nos, Dómine gesungen oder gebetet, der sich vier Orationen anschlossen. Hierauf wurde die Asche mit Weihwasser besprengt und inzensiert und den Mitfeiernden mit den Worten „Meménto homo, quia pulvis es, et in púlverem revertéris“ in Kreuzform aufgelegt. Währenddessen wurden zwei Antiphonen (Joel 2,13; 2,17) und ein Responsorium 13,17  gesungen, eine Oration beschloss die Auflegung. Es schloss sich die heilige Messe an, zu der der Zelebrant das Messgewand anlegte.

### Evangelisch
Die Feier des Gottesdienstes am Aschermittwoch hat sich in evangelischen (besonders in lutherisch geprägten) Kirchen erhalten. Dabei kann auch die Spendung des Aschenkreuzes stattfinden. Das Evangelische Gottesdienstbuch schlägt vor, den Aschermittwoch mit einem Bußgottesdienst oder der Feier der Gemeindebeichte zu begehen.
Die liturgischen Texte des Tages thematisieren die Motive der Buße, des Fastens und des christlichen Lebens. So heißt es in der alttestamentlichen Lesung: „Bekehrt euch zu mir von ganzem Herzen mit Fasten, mit Weinen, mit Klagen!“ (Joel 2,12–18 ) Im Evangelium warnt Jesus die Jünger vor einer Fastenpraxis, die nur darauf aus ist, Eindruck bei den Menschen zu schinden (Mt 6,16–21 ).
Die liturgische Farbe des Tages ist Violett, das gesungene Halleluja nach der Epistellesung entfällt. Auch das „Ehre sei Gott in der Höhe“ wird ab Aschermittwoch in allen Gottesdiensten bis Karsamstag mit Ausnahme des Gottesdienstes am Gründonnerstag nicht mehr gesungen. Das Lied des Tages ist „Lasset uns mit Jesus ziehen“ (EG 384). Die Texte des Gottesdienstes am Aschermittwoch können mit den Texten des Sonntags Invokavit getauscht werden.

## Datum
Der Beginn der Fastenzeit ist vom beweglichen Osterdatum abhängig. Der Aschermittwoch ist der 46. Tag vor dem Ostersonntag. Der frühestmögliche Termin ist der 4. Februar, der spätest mögliche ist der 10. März. Da der Ostersonntag auf den ersten Frühlingsvollmond folgt und der Aschermittwoch gut anderthalb synodische Monate davor liegt, ist in der Woche um Aschermittwoch stets Neumond.
| Jahr | Datum des Aschermittwochs | Datum des Neumonds |
| ---- | ------------------------- | ------------------ |
| 2022 | 02. März                  | 02. März           |
| 2023 | 22. Februar               | 20. Februar        |
| 2024 | 14. Februar               | 10. Februar        |
| 2025 | 05. März                  | 28. Februar        |
| 2026 | 18. Februar               | 17. Februar        |
| 2027 | 10. Februar               | 06. Februar        |